# Morrisville (Pennsylvania)
Morrisville ist ein Borough in Bucks County, Pennsylvania, Vereinigte Staaten. Das U.S. Census Bureau hat bei der Volkszählung 2020 eine Einwohnerzahl von 9.809 ermittelt.
Morrisville liegt am Delaware River direkt gegenüber von Trenton, der Hauptstadt New Jerseys. Die Gemeinde ist nach dem Händler und Bankier Robert Morris benannt, der unter anderem den Amerikanischen Unabhängigkeitskrieg mitfinanzierte.

## Geografie
Dem United States Census Bureau zufolge besitzt die Gemeinde eine Fläche von 5,1 km², 0,5 km² davon sind Wasserflächen.
Drei Bauwerke in Morrisville sind im National Register of Historic Places (NRHP) eingetragen (Stand 2. September 2019). Eines von ihnen, das Herrenhaus Summerseat, hat den Status einer National Historic Landmark.

## Sport
1955 gewann das Little-League-Baseballteam aus Morrisville die Little League Baseball World Series. Es ist eines von vier Teams aus Pennsylvania, das diesen Titel gewinnen konnte.

## Trivia
- Morrisville wurde bei der Auswahl der Hauptstadt der Vereinigten Staaten in Erwägung gezogen, aber aufgrund der nördlichen Lage von den Repräsentanten der südlichen Staaten abgelehnt.

## Söhne und Töchter der Stadt
- Charles Tart (1937–2025), Psychologe
- Asher Roth (* 1985), Musiker